# Мурнау, дом на Обермаркт

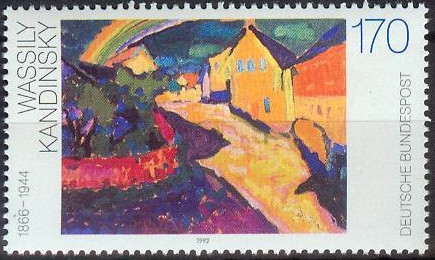
Почтовая марка ФРГ (1992)

«Мурнау, дом на Обермаркт» — картина русского художника Василия Кандинского, написанная в 1908 году. Находится в Музее Тиссена-Борнемисы в Мадриде (коллекция Кармен Тиссен-Борнемиса).

## Описание
Этот уголок центральной улицы Мурнау до сих пор практически такой же, каким его изобразил Василий Кандинский в 1908 году. Мало что изменилось с тех пор в этом баварском городке у подножия Альп, красота которых привлекала Василия Кандинского, Габриеле Мюнтер, Алексея Явленского и Марианну Верёвкину. Два лета подряд они проводили там перед Первой мировой войной.
Хотя картина «Мурнау, дом на Обермаркт» датирована не автором, быстрая эволюция русского художника в направлении к абстрактной живописи не позволяет сомневаться в правильности даты. В работе чувствуются отголоски языка фовистов, чьи картины Кандинский видел в Париже в 1906—1907 годах, хотя он предпочитает более компактную фактуру и несколько более тёмную цветовую гамму в этом произведении, где цвет однозначно стремится отсоединиться от модели.